# Ru van der Haar
Rudolf ("Ru") Jacob van der Haar (Banjoemas (Nederlands-Indië), 6 oktober 1913 – Maumere, 15 mei 1943) was een Nederlands veldhockeyspeler.
Hij maakte deel uit van het Nederlandse hockeyteam dat op de Olympische Zomerspelen 1936 de bronzen medaille won. Hij speelde alle vijf wedstrijden op deze Spelen als verdediger.